# Sišćani
Sišćani är en ort i Kroatien.   Den ligger i länet Bjelovar-Bilogoras län, i den nordöstra delen av landet, 50 km öster om huvudstaden Zagreb. Sišćani ligger 125 meter över havet och antalet invånare är 345.
Terrängen runt Sišćani är platt. Runt Sišćani är det ganska glesbefolkat, med 27 invånare per kvadratkilometer. Närmaste större samhälle är Bjelovar, 18,0 km nordost om Sišćani. I omgivningarna runt Sišćani växer i huvudsak lövfällande lövskog.